# Chris Cornell

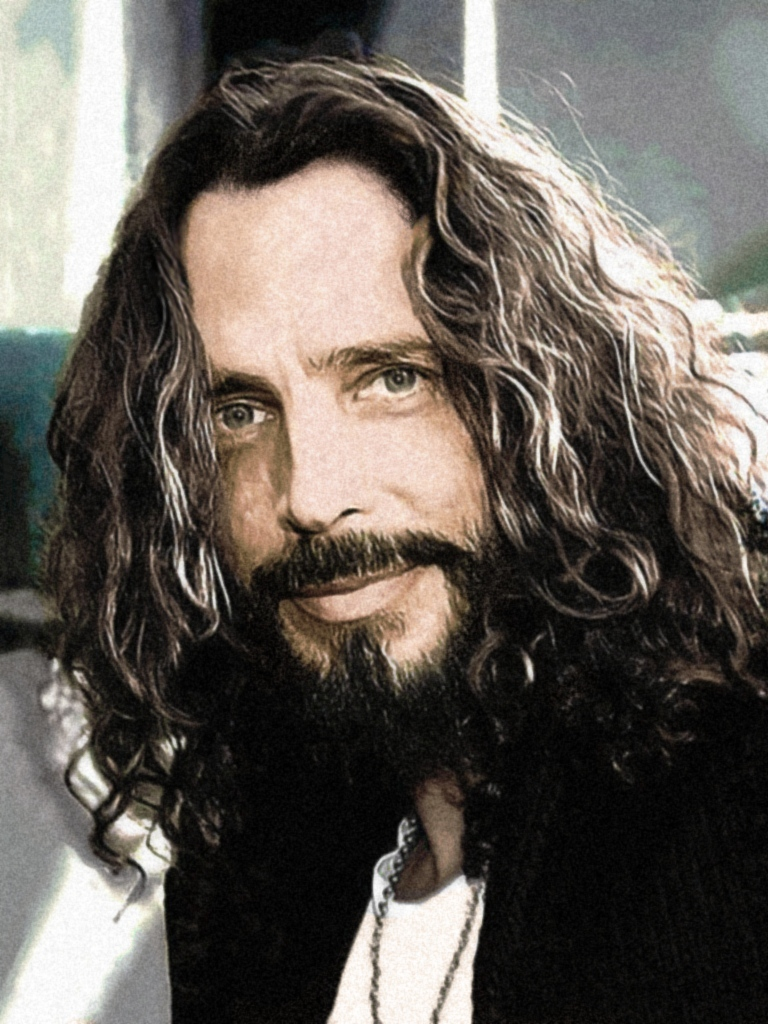
Chris Cornell, 2011

Christopher John „Chris“ Cornell (* 20. Juli 1964 als Christopher John Boyle in Seattle, Washington; † 18. Mai 2017 in Detroit, Michigan) war ein US-amerikanischer Musiker. Er wurde als Sänger, Gitarrist und Songwriter der Bands Soundgarden, Temple of the Dog und Audioslave bekannt.

## Biografie

### Privatleben
Chris Cornell wurde 1964 als Christopher John Boyle in Seattle als Sohn eines Apothekers und einer Buchhalterin geboren. Er wurde katholisch erzogen und wuchs mit fünf Geschwistern in einem Vorort von Seattle auf. Nach der Scheidung seiner Eltern im Jahre 1978 nahm er den Familiennamen der Mutter an. Zu dieser Zeit soll er schon an Depressionen und Angststörungen gelitten haben. Bereits mit 13 Jahren begann seine Drogen- und Alkoholabhängigkeit. Er brach die Highschool im Alter von 15 Jahren ab und arbeitete zunächst als Fischverkäufer und war Souschef in Ray’s Boathouse in Seattle. Im März 1990 heiratete er seine damalige Bandmanagerin Susan Silver und bekam mit ihr im Jahr 2000 eine Tochter. 2002 machte er in einer Rehaklinik einen Drogen- und Alkoholentzug. Wenig später ließ sich das Ehepaar scheiden.
Im Januar 2003 lernte er in Paris die griechischstämmige Publizistin Vicky Karayiannis kennen, die er kurze Zeit später heiratete und durch deren Einfluss er zum griechisch-orthodoxen Bekenntnis konvertierte. 2004 wurde eine gemeinsame Tochter geboren, gefolgt von einem Sohn 2005. Zusammen mit Karayiannis’ Bruder eröffnete das Ehepaar das Restaurant Black Calavados in Paris und gründete 2012 die „Chris and Vicky Cornell Foundation“, die sich um obdachlose, misshandelte und vernachlässigte Kinder kümmert.

### Tod
Chris Cornell starb am 18. Mai 2017 im Alter von 52 Jahren dem Polizeibericht zufolge durch Suizid in seinem Hotelzimmer im MGM Grand in Detroit. Sein Freund Chester Bennington, der bei seiner Beisetzung sang, nahm sich etwa zwei Monate später an Chris Cornells Geburtstag ebenfalls das Leben. Cornells Grab befindet sich auf dem Hollywood Forever Cemetery in Los Angeles.

### Karriere

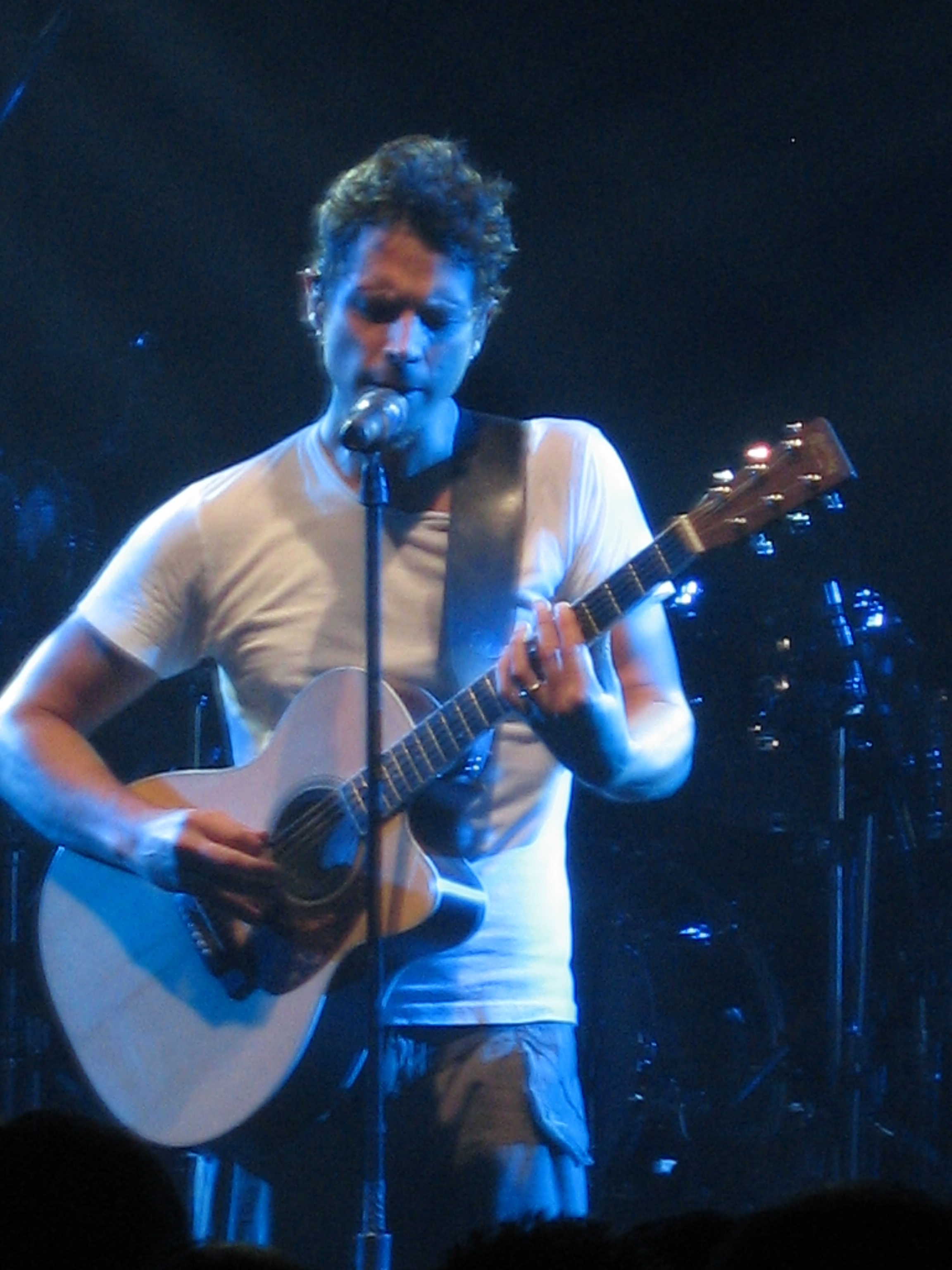
Chris Cornell, 2005

Erste Banderfahrung, neben dem bis dahin bevorzugten Schlagzeug auch in Gesang, sammelte er in der Coverband The Jones Street Band. Seit 1982 trat er mit der Band The Shemps auf. Nach deren Ende 1984 gründete er zusammen mit Hiro Yamamoto und Kim Thayil eine Band, in der er zu Beginn Schlagzeug spielte und sang. Nach einigen Besetzungswechseln ging hieraus Soundgarden mit ihm als Sänger hervor. Bis zur Auflösung der Band galt Cornell, nicht zuletzt wegen seiner Präsenz als Frontmann, als Aushängeschild der Gruppe, die zu den wichtigsten Vertretern des Grunge gezählt wird. 1991 gründete er das Projekt Temple of the Dog im Gedenken an seinen verstorbenen Freund Andrew Wood, den Leadsänger der Band Mother Love Bone. Für die Filmmusik von Singles – Gemeinsam einsam steuerte Cornell 1992 den Song Seasons bei. Anschließend folgte unter dem Pseudonym MACC (McCready, Ament, Cameron, Cornell) eine Coverversion des Stücks Hey Baby (New Rising Sun) für ein Jimi-Hendrix-Tributealbum mit dem Titel Stone Free und Co-Songwriting für Bands wie Flotsam and Jetsam und Alice Cooper. Er produzierte auch das Album Uncle Anesthesia der Screaming Trees.
1999 veröffentlichte er das nicht allzu erfolgreiche Soloalbum Euphoria Morning, wobei er mit Alain Johannes und Natasha Shneider von der Band Eleven zusammenarbeitete. Die Single Can’t Change Me war als „Best Male Rock Vocal Performance“ für den Grammy nominiert. Der Song Sunshower (Bonusstück der japanischen Version) war auf dem Soundtrack von Great Expectations enthalten. Eine überarbeitete Fassung des Stücks Mission, jetzt Mission 2000 genannt, wurde zur Filmmusik des Films Mission: Impossible II beigesteuert. Das Stück Wave Goodbye ist Chris Cornells Freund Jeff Buckley gewidmet. Im Jahr 2000 gab es auch eine Tour zu diesem Album.

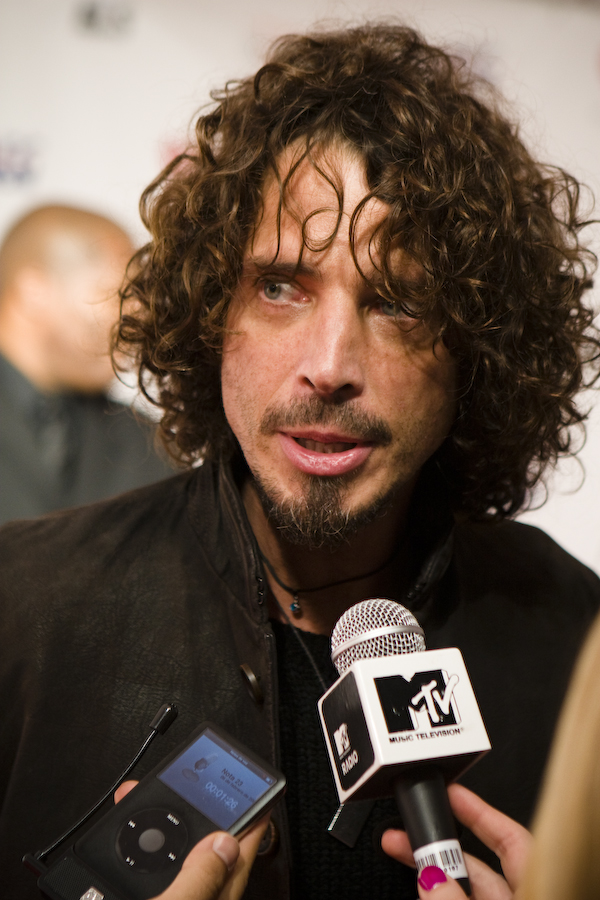
Chris Cornell, 2009

Anschließend arbeitete er mit den Instrumentalisten der 2000 aufgelösten Crossover-Band Rage Against the Machine zusammen. Die nach eigener Aussage von Anfang an nicht dauerhaft geplante Zusammenarbeit wurde schließlich jedoch fortgesetzt und die Alternative-Rockband Audioslave gegründet, mit der er ebenfalls zu weltweitem Erfolg kam; das zweite Album der Gruppe, Out of Exile, erreichte 2005 die Spitze der US-Charts. Für die CD Axis of Justice – Concert Series Vol. 1 nahm er 2004 zusammen mit Maynard James Keenan den Song (What’s So Funny ’Bout) Peace, Love and Understanding auf. Im Herbst 2006 erschien ein drittes Audioslave-Album, doch mit der Ankündigung des Veröffentlichungstermins seines zweiten Soloalbums verkündete er Anfang 2007 seinen Ausstieg bei Audioslave wegen „unüberwindbarer persönlicher Konflikte sowie musikalischer Differenzen“ mit seinen Mitmusikern, die sich zu einer Wiedervereinigung von Rage Against the Machine entschlossen hatten.
Bereits im September 2006 erschien Cornells erfolgreiche Single You Know My Name, der Titelsong des James-Bond-Films Casino Royale, den er zusammen mit dem langjährigen Bond-Komponisten David Arnold schrieb. Das Album Carry On wurde am 5. Juni 2007 veröffentlicht. Am 7. Juli 2007 trat er beim Live-Earth-Konzert in Hamburg auf. Am 6. März 2009 erschien sein Album Scream. Im Zuge der Veröffentlichung dieses Albums nahm er zusammen mit Timbaland die Single Part of Me auf. Im Januar 2010 gab er die Wiedervereinigung der Band Soundgarden bekannt. Im selben Jahr nahm er den Song Promise mit Slash auf, der auf dem gleichnamigen Soloalbum des ehemaligen Guns-N’-Roses-Gitarristen erschien. Im Jahr darauf schrieb er den Song The Keeper für den Film Machine Gun Preacher, für den er 2012 eine Golden-Globe-Nominierung erhielt. Sein 2015 veröffentlichtes letztes Soloalbum Higher Truth erhielt überwiegend positive Kritiken, erreichte aber nicht den Erfolg früherer Aufnahmen. 2016 steuerte er eine Coverversion des Songs Stay with Me Baby zur HBO-Serie Vinyl bei, und im Januar 2017 trat er noch ein letztes Mal mit Audioslave auf, bevor er mit Soundgarden auf US-Tournee ging.
Postum wurde Cornells Version des von Prince geschriebenen Songs Nothing Compares 2 U bei den Grammy Awards 2022 in der Kategorie „Grammy Award for Best Rock Performance“ nominiert, den Preis bekamen aber die Foo Fighters.

## Diskografie

### Studioalben
| Jahr | Titel Musiklabel                               | Höchstplatzierung, Gesamtwochen, AuszeichnungChartplatzierungen (Jahr, Titel, Musiklabel, Platzierungen, Wochen, Auszeichnungen, Anmerkungen) | Höchstplatzierung, Gesamtwochen, AuszeichnungChartplatzierungen (Jahr, Titel, Musiklabel, Platzierungen, Wochen, Auszeichnungen, Anmerkungen) | Höchstplatzierung, Gesamtwochen, AuszeichnungChartplatzierungen (Jahr, Titel, Musiklabel, Platzierungen, Wochen, Auszeichnungen, Anmerkungen) | Höchstplatzierung, Gesamtwochen, AuszeichnungChartplatzierungen (Jahr, Titel, Musiklabel, Platzierungen, Wochen, Auszeichnungen, Anmerkungen) | Höchstplatzierung, Gesamtwochen, AuszeichnungChartplatzierungen (Jahr, Titel, Musiklabel, Platzierungen, Wochen, Auszeichnungen, Anmerkungen) | Anmerkungen                              |
| Jahr | Titel Musiklabel                               | DE | AT | CH | UK | US | Anmerkungen                              |
| ---- | ---------------------------------------------- | --- | --- | --- | --- | --- | ---------------------------------------- |
| 1999 | Euphoria Morning Interscope                    | DE33 (3 Wo.)DE | — | CH49 (1 Wo.)CH | UK31 (1 Wo.)UK | US18 (8 Wo.)US | Erstveröffentlichung: 21. September 1999 |
| 2007 | Carry On Interscope / Suretone                 | DE62 (2 Wo.)DE | AT74 (1 Wo.)AT | CH35 (3 Wo.)CH | UK25 (2 Wo.)UK | US17 (6 Wo.)US | Erstveröffentlichung: 25. Mai 2007       |
| 2009 | Scream Interscope / Suretone                   | DE46 (1 Wo.)DE | AT47 (2 Wo.)AT | CH28 (5 Wo.)CH | UK70 (1 Wo.)UK | US10 (4 Wo.)US | Erstveröffentlichung: 6. März 2009       |
| 2015 | Higher Truth Universal                         | DE77 (1 Wo.)DE | — | CH26 (1 Wo.)CH | UK37 (1 Wo.)UK | US19 (6 Wo.)US | Erstveröffentlichung: 18. September 2015 |
| 2021 | No One Sings Like You Anymore Vol. 1 Universal | DE26 (1 Wo.)DE | AT75 (1 Wo.)AT | CH18 (1 Wo.)CH | — | US78 (1 Wo.)US | Erstveröffentlichung: 11. Dezember 2020  |

### Livealben
| Jahr | Titel Musiklabel   | Höchstplatzierung, Gesamtwochen, AuszeichnungChartsChartplatzierungen (Jahr, Titel, Musiklabel, Platzierungen, Wochen, Auszeichnungen, Anmerkungen) | Anmerkungen                             |
| Jahr | Titel Musiklabel   | US | Anmerkungen                             |
| ---- | ------------------ | --- | --------------------------------------- |
| 2011 | Songbook Universal | US69 (4 Wo.)US | Erstveröffentlichung: 21. November 2011 |

### Kompilationen
| Jahr | Titel Musiklabel  | Höchstplatzierung, Gesamtwochen, AuszeichnungChartplatzierungen (Jahr, Titel, Musiklabel, Platzierungen, Wochen, Auszeichnungen, Anmerkungen) | Höchstplatzierung, Gesamtwochen, AuszeichnungChartplatzierungen (Jahr, Titel, Musiklabel, Platzierungen, Wochen, Auszeichnungen, Anmerkungen) | Höchstplatzierung, Gesamtwochen, AuszeichnungChartplatzierungen (Jahr, Titel, Musiklabel, Platzierungen, Wochen, Auszeichnungen, Anmerkungen) | Höchstplatzierung, Gesamtwochen, AuszeichnungChartplatzierungen (Jahr, Titel, Musiklabel, Platzierungen, Wochen, Auszeichnungen, Anmerkungen) | Anmerkungen                             |
| Jahr | Titel Musiklabel  | DE | AT | CH | US | Anmerkungen                             |
| ---- | ----------------- | --- | --- | --- | --- | --------------------------------------- |
| 2018 | Chris Cornell UME | DE39 (1 Wo.)DE | AT51 (1 Wo.)AT | CH39 (1 Wo.)CH | US67 (2 Wo.)US | Erstveröffentlichung: 16. November 2018 |

Weitere Kompilationen
- 2007: The Roads We Choose – A Retrospective (Interscope)

### EPs
| Jahr | Titel Musiklabel               | Höchstplatzierung, Gesamtwochen, AuszeichnungChartsChartplatzierungen (Jahr, Titel, Musiklabel, Platzierungen, Wochen, Auszeichnungen, Anmerkungen) | Anmerkungen                            |
| Jahr | Titel Musiklabel               | US | Anmerkungen                            |
| ---- | ------------------------------ | --- | -------------------------------------- |
| 2011 | Songbook EP 1 (Live) Universal | US143 (1 Wo.)US | Erstveröffentlichung: 2. November 2011 |

Weitere EPs
- 1992: Poncier (Real Clever)
- 2009: Part of Me Remix EP (Mosley/Interscope)
- 2011: Songbook EP 2 (Live) (Universal)

### Singles
| Jahr | Titel Album                      | Höchstplatzierung, Gesamtwochen, AuszeichnungChartplatzierungen (Jahr, Titel, Album, Platzierungen, Wochen, Auszeichnungen, Anmerkungen) | Höchstplatzierung, Gesamtwochen, AuszeichnungChartplatzierungen (Jahr, Titel, Album, Platzierungen, Wochen, Auszeichnungen, Anmerkungen) | Höchstplatzierung, Gesamtwochen, AuszeichnungChartplatzierungen (Jahr, Titel, Album, Platzierungen, Wochen, Auszeichnungen, Anmerkungen) | Höchstplatzierung, Gesamtwochen, AuszeichnungChartplatzierungen (Jahr, Titel, Album, Platzierungen, Wochen, Auszeichnungen, Anmerkungen) | Höchstplatzierung, Gesamtwochen, AuszeichnungChartplatzierungen (Jahr, Titel, Album, Platzierungen, Wochen, Auszeichnungen, Anmerkungen) | Anmerkungen                             |
| Jahr | Titel Album                      | DE | AT | CH | UK | US | Anmerkungen                             |
| --- | -------------------------------- | --- | --- | --- | --- | --- | --------------------------------------- |
| 1999 | Can’t Change Me Euphoria Morning | — | — | — | UK62 (2 Wo.)UK | — | Erstveröffentlichung: 1999              |
| 2006 | You Know My Name Carry On        | DE15 (14 Wo.)DE | AT18 (13 Wo.)AT | CH10 (23 Wo.)CH | UK7 Gold · (19 Wo.)UK | US79 (2 Wo.)US | Erstveröffentlichung: 13. November 2006 |
| 2009 | Part of Me Scream                | DE24 (9 Wo.)DE | AT31 (7 Wo.)AT | CH19 (14 Wo.)CH | UK78 (1 Wo.)UK | — | Erstveröffentlichung: 13. Februar 2009  |
| Folgende Lieder erschienen nicht als Single, wurden aber durch das Album zum Download und Streaming bereitgestellt und konnten somit eine Platzierung erlangen: |                                  | | | | | |                                         |
| |                                  | | | | | |                                         |
| 2008 | Billie Jean Carry On             | — | — | — | UK77 (1 Wo.)UK | — | Charteinstieg: 1. November 2008         |

Weitere Singles
- 1999: Flutter Girl
- 2000: Preaching the End of the World
- 2007: No Such Thing (nur in den USA)
- 2007: Arms Around Your Love (nur in UK)
- 2007: She’ll Never Be Your Man
- 2008: Long Gone
- 2008: Watch Out
- 2008: Ground Zero
- 2008: Scream
- 2011: The Keeper
- 2015: Nearly Forgot My Broken Heart
- 2016: Til the Sun Comes Back Around
- 2016: Nothing Compares 2 U
- 2017: The Promise
- 2018: When Bad Does Good
- 2020: Patience

## Auszeichnungen für Musikverkäufe
| Goldene Schallplatte - Brasilien - 2024: für die Single Nothing Compares 2 U - Dänemark - 2007: für die Single You Know My Name - Neuseeland - 2024: für das Album Songbook |

Anmerkung: Auszeichnungen in Ländern aus den Charttabellen bzw. Chartboxen sind in ebendiesen zu finden.
| Land/RegionAuszeichnungen für Musikverkäufe (Land/Region, Auszeichnungen, Verkäufe, Quellen) | Gold     | Platin | Verkäufe | Quellen             |
| -------------------------------------------------------------------------------------------- | -------- | ------ | -------- | ------------------- |
| Brasilien (PMB)                                                                              | Gold1    | —      | 30.000   | pro-musicabr.org.br |
| Dänemark (IFPI)                                                                              | Gold1    | —      | 4.000    | ifpi.dk             |
| Neuseeland (RMNZ)                                                                            | Gold1    | —      | 7.500    | radioscope.co.nz    |
| Vereinigtes Königreich (BPI)                                                                 | Gold1    | —      | 400.000  | bpi.co.uk           |
| Insgesamt                                                                                    | 4× Gold4 | —      |          |                     |